# Тантра (индуизм)
Та́нтра (санскр. तन्त्र, IAST: tantra, «нить, последовательность, правило»), тантрика, тантризм — в индуизме — совокупность эзотерических неортодоксальных школ, практик и методов, опирающихся на тантрические тексты (собственно тантры, относящиеся к шактизму, агамы шиваизма и вишнуизма, и пураны – главным образом вишнуитские тексты).
В основе тантрической традиции лежит попытка самореализации человека через определённые религиозные ритуалы, основанные на взаимоотношениях богов Шивы и Шакти, их единение: только в единении с Шакти Шива получает мощь творить.

## История тантризма
Ряд исследователей считает, что тантрические течения в индуизме возникли на гребне доарийских культов Великой Матери — богини, олицетворяющей великое вселенское женское начало (персонифицированное позже в Шакти/Парвати), через которое получает реализацию тварная мощь мужского начала (Шивы). В то же время, отмечается другими исследователями, тантризм не есть лишь нечто неортодоксальное, но закономерный итог развития толкования Вед в части культа и освобождения с его помощью.
Тантризму в индуизме присущи следующие особенности:
- большая доля представителей неарийских племён в составе школ;
- крайняя эзотеричность школ и проводимых в них обрядов;
- широкое использование методов йоги;
- несовместимость основных обрядов с брахманистским ритуалом и моральными нормами брахманов;
- отведение половому энергетическому началу, которое представлено в виде богов Шивы и Дурги.

## Тантрические традиции индуизма
В представлениях тантры, мир является порождением двух противоположностей: статичного (шактиман) и динамичного (шакти) начал. Шакти — принцип энергии, силы или созидательного начала, которая персонифицируется с женским образом Шакти. Эта энергия неотделима от «держателя силы» и мужского начала — шактиман (Шива). Первичной движущей силой в Тантре является желание (иччха-шакти). В отличие от других духовных учений, Тантра не рекомендует избегать желаний, считая их естественной движущей силой, присущей человеку. Чем активнее подавляются желания, тем сильнее они становятся.
В Тантре желания связывают с шестью психическими центрами — чакрами. Седьмая чакра пребывает вне желаний. Большая часть желаний сосредоточена на физическом теле и его удобствах, а их классификация проводится по соответствию с той или иной чакрой. Для преодоления желаний, предлагается путь подъема энергии (кундалини) от нижней корневой чакры к самой верхней, седьмой чакре. К практическим методам подъема энергии кундалини можно отнести дыхательные упражнения (пранаяма), медитации, созерцания, размышления, чтение мантр.
Энергия кундалини распространяется по энергетическим каналам (нади). Выделяют три главных канала, расположенных вдоль позвоночника: пингала, ида, сушумна, по которым проходят, соответственно, солнечные, лунные и огненные потоки энергии. Учения Тантры создают мост между материей и разумом, телом и духом.